# I.W. Tegner (generaldirektør)
 Der er flere personer med dette navn, se I.W. Tegner (litograf).
Isaac Wilhelm Tegner (20. maj 1832 i Helsingør – 16. oktober 1909 i Hellerup) var en dansk ingeniør og generaldirektør for DSB 1889-1902.
Tegner var født i Helsingør som søn af kaptajn, kæmner og dampskibsekspeditør Ludvig Tegner (1805-1893) og Frederikke f. May (1813-1895). Han indtrådte som elev på Den Kongelige Militære Højskole i 1850, blev efter oprykningseksamen i 1853 sekondløjtnant à la suite i Ingeniørkorpset og afgik fra skolen i 1855 til tjeneste ved korpset. Her ansattes han straks ved Ingeniørtropperne, men forflyttedes endnu samme år til vejtjenesten i kongeriget, der dengang var underlagt korpset. I 1861 forfremmedes han til premierløjtnant og ansattes senere på året som afdelingsingeniør ved kontrollen med jernbaneanlæggene i Jylland og på Fyn. Som følge af den efter krigen 1864 stedfundne reduktion fik han 27. januar 1865 afsked af krigstjenesten, men fortsatte sin gerning ved førnævnte kontrol, hvis chef han blev i 1867. I 1869 udnævntes han til overingeniør ved kontrollen og tillige til overingeniør for de nye statsbaneanlæg, derunder dampfærgeanlæggene og den faste bro over Limfjorden, og han blev samme år justitsråd. Han stod også for Masnedsundbroen og dampfægelejerne i Gedser, ved Store- og Lillebælt og Øresund. Da Tegner tiltrådte som overingeniør, fandtes der kun ca. 500 km jernbane i Danmark, og da han fratrådte, havde nettet nået en udstrækning af ca. 2200 km.
I sin stilling som overingeniør var han medlem af bestyrelsen for havneanlægget ved Esbjerg 1871-74, af kommissionen af 1878 angående Københavns Banegårds udvidelse, af kommissionen af 1886 angående ordningen af jernbaneforholdene i og ved København og af kommissionen af 1888 angående anlæg af frilager og frihavn ved København.
1. oktober 1889 udnævntes han til generaldirektør for Statsbanedriften, men beholdt ved siden heraf sin virksomhed som overingeniør ved Statsbaneanlæggene. I 1893 frasagde han sig justitsrådstitlen, og fra 1. august 1902 at regne tog han afsked som generaldirektør,
men beholdt stillingen som overingeniør indtil 1906.
Tegner var i over 40 år knyttet til det danske jernbanevæsen, og i dette tidsrum udfoldede han en betydelig virksomhed ved samme, idet han medvirkede ved anlæg af statsbaner, dampfærger og privatbaner til værdier henholdsvis af o. 100, o. 5 og o. 30 mio. kr. (1905-kroner). Under hans generaldirektorat blev der også gennemført flere vigtige og omfattende jernbanelove, således lovene af 1892 og 1898 om Statsbanedriftens ordning og loven af 1896 om Statsbanernes takster.
Derudover blev han i 1892 valgt til Dansk Ingeniørforenings første formand, hvilket han var indtil 1895. 1888 blev han Kommandør af 1. grad af Dannebrog og 1871 Dannebrogsmand.
Han ægtede 18. september 1860 i Århus Hedevig Elise Drejer (28. februar 1842 i København – 2. maj 1919 i Hellerup), datter af botanikeren Salomon Drejer. Tegner døde 1909 og er begravet på Helsingør Kirkegård.
I.W. Tegner et portrætteret på malerier af Gabriel Jensen 1903 (i Generaldirektoratets mødesal), af August Jerndorff 1901 (i Dansk Ingeniørforening) og af Viggo Brandt 1908. Hans nevø Rudolph Tegner har udført en buste af ham, og han er litograferet af I.W. Tegner efter fotografi. Tegner er desuden portrætteret på P.S. Krøyers maleri Industriens Mænd (1904).